# خانه شهرام بهرامی
خانه شهرام بهرامی مربوط به دوره قاجار است و در شیراز، محله گودعربان، جنب بازار حاجی، کوچه سجادی، پلاک ۳۷ واقع شده و این اثر در تاریخ ۸ مرداد ۱۳۸۱ با شمارهٔ ثبت ۶۰۵۴ به‌عنوان یکی از آثار ملی ایران به ثبت رسیده‌است.